# NGC 1894
NGC 1894 (również ESO 56-SC89) – gromada otwarta znajdująca się w gwiazdozbiorze Złotej Ryby. Należy do Wielkiego Obłoku Magellana. Odkrył ją John Herschel 24 listopada 1834 roku; być może wcześniej obserwował ją James Dunlop w 1826 roku.